# 孔望山摩崖造像
34°34′01″N 119°10′00″E / 34.56694°N 119.16667°E
孔望山摩崖造像，中國最早一處道、佛內容摩崖造像群，位於中國江蘇省連雲港市海州區南郊孔望山，雕造於東漢晚期，人物圖像共有105尊，當中最體型最大最尊崇的是老子像與黃帝像，而佛教內容畫像有「涅槃圖」和「捨身飼虎圖」等，反映東漢時黃老、浮屠合祀的風氣和老子化胡的傳說。孔望山摩崖造像的發現，對研究道教和佛教早期發展史有重要意義:352，1988年被列為第三批全國重點文物保護單位。

## 年代與位置
孔望山摩崖造像是中國最早一處道、佛內容摩崖造像群，雕造於東漢晚期，信立祥指出其年代下限為184年:336、349-350；巫鴻則將石刻時代確定為2世紀末至3世紀:338。孔望山位於江蘇省連雲港市海州區錦屏山的東北，是一座東西長約700米、高129米的孤立山丘，其東部今是一片平川，但三百年前還是大海。傳說孔子曾登上此山丘東望大海，山丘因此而得名「孔望」。摩崖造像群位於孔望山南麓最西端，依山岩的自然形勢雕刻而成:336。

## 人物與構圖
孔望山摩崖造像的人物圖像共有105尊，分佈在東西長17米、高8米的山崖上，編號分別為X1—X105:336。

### 道教
黃帝畫像（X68）被配置在造像群的最高處，說明其身份甚高。像高1.14米，身著漢式衣冠，面部清癯，袖手盤坐，身前的平台上刻一圓形燈碗:343、338。老子畫像（X66）配置在畫像群的中心位置，被多組佛教內容的人物畫像所環繞，是畫像群中體型最大的人物，也是地位最尊崇的人物。像高1.48米，著漢式衣冠，頭戴進賢冠，面龐瘦長，正面拱手而坐，臉向西呈半側面狀，身下前突的平台上，陰刻連花座和一圓形燈碗:341、338。老子像東側有一侍者或供養人，身著冠服，側身面向老子而立，高度僅為老子的二份一。老子像西側另有一胡人供養人，手持蓮花。整個孔望山摩崖造像群就是以老子像為中心雕造出來的:338-340。關令尹喜畫像（X1）位於群像西部，身著漢式冠服，頭戴流行於中下級軍吏的武冠大弁，雙手捧盾，正面而立:338、340-341。
老子像下方和左下方共有三幅「論道圖」，各刻於畫龕之內。在老子像下方的一幅，畫面上部及兩側刻有帷幛，幛下共刻有十位人物，其中兩位中心人物圍坐在尊案兩側，正在交談。坐在尊案左邊的人物為道家高士，身著冠服，雙手前伸，正在高談闊論，其後站立著兩名戴幘的侍者。坐在尊案右邊的人物為道教首領，頭戴無翅紗冠，左手撫胸，右手作擺手狀，似正激烈爭辯，其右側有六名或坐或立的侍者。孔望山摩崖畫像東南部，尚有圓雕石象和石蟾蜍:343、351。在漢代藝術中，蟾蜍和大象都是祥瑞動物:339。

### 佛教
孔望山摩崖造像有十二組佛教內容畫像，按內容可分為佛傳故事、佛像和供養人像三類。保存較好的佛傳故事畫像有兩組：「涅槃圖」和「捨身飼虎圖」。涅槃圖刻在老子像下方偏西，由57個人物像組成。釋迦牟尼在畫面中心半身側臥，面部圓長，頭有高肉髻，著圓領衣，身下有榻或毡，右手支頤，神態靜謐安詳。其他人物頭像面型方圓，有男有女有老有少，均穿圓領衣，有的戴冠，有的梳髻，有的以花束髮，有的剃頭，均面向釋迦牟尼像，呈悲哀之色。這幅涅槃圖表現了弟子與信徒哀悼釋迦牟尼涅槃的景象:345。捨身飼虎圖配置在老子像的東側，畫像群的最東端，表現摩訶薩埵王子（釋迦牟尼的前生）捨身飼虎的故事。摩訶薩埵王子側臥，頭戴三角形風帽，上身裸露，下著短裙，右手托頤，左腿彎曲搭在右腿之上。其腰部上方突起一塊岩石，上有線刻的口、目，狀似虎頭；與虎頭相連，有一延伸至摩訶薩埵王子頭西部的狹長山石，像蹲伏的虎身:339、345。
關令尹喜像東側有一佛像（X2），圓臉大耳，深目高鼻，頭有高肉髻，身穿圓領長衫，右手在胸前五指疏開，掌心向外，乃施無畏印的手勢，左手在胸前作握衣狀:346。另有幾尊菩薩造像，如X3雙腿交疊而坐，右手似施無畏印，造像X65手持一株蓮花:335-336。佛教人物像多頭戴三角形風帽，身著窄袖長衫:338。

## 雕刻手法
孔望山摩崖畫像的雕刻手法主要有三種。第一種為剔地淺浮雕，絕大多數人物像都是用這種技法刻成的，在雕刻畫像前先將石面打平，然後將物象輪廓線外剔地成平面，物象面呈邊緣圓緩突起，物象細部如眉、目、口、鼻均用陰線刻出。孔望山畫像群中的剔地淺浮雕人物像，如老子像和關令尹喜像，都比例準確，線條流暢，刀法洗練。第二種雕刻手法為陰線刻:348，孔望山的陰線刻畫像，人物眾多，線條准確，刻畫細膩。第三種雕刻手法是高浮雕，結合淺浮雕與圓雕技法，涅槃圖中的釋迦牟尼像，和捨身飼虎圖中的虎頭，都是用這種手法刻成。孔望山摩崖造像的雕刻技法，與東漢晚期的漢畫像石完全一致:349、336，線的表達方式是其最大的特點，這種表現技法直接來自漢代喪葬石刻技術，在孔望山這裏，儘管工匠是在和一座山打交道，他們仍試將岩石渾圓的外形改變成平面，以便運用他們所熟悉的喪葬石刻技法:331-332。

## 宗教意義
孔望山摩崖造像應是太平道祭祀崇拜的神像:338，石刻內容上屬於道教，而佛像只是道教眾神偶像的組成部份:344，反映社會上流行合祀黃老、浮屠的風俗。老子像被多組佛教內容的人物畫像所環繞，與老子化胡說有關。佛教徒杜撰出老子出關後，經西域到天竺，創立佛教的宗教神話。老子不僅是道教的教祖，也成了佛教的教祖:350、341-342。黃帝、老子與佛陀合祀，反映當時人們對佛教還缺乏了解，佛陀被看作是長生不老的仙人，佛教成為道教的一個流派，在社會上傳播和受信奉。當中一些佛像高鼻深目，頭戴有翅三角形風帽，是西北苦寒之地胡人的形象，而不是天竺人的特徵，反映當時佛教剛剛傳入中土，人們只知佛教來自夷狄，對天竺的氣候和風土人情尚一無所知，主觀地把釋迦牟尼理解為苦寒之地的胡人:349。造像表現的不是正統佛教觀念，而只是吸納了隻鱗片甲的佛教元素:339。
考古學家指出，孔望山鄰近原本有一座建於155年的東海廟:341，祭祀東海之神。孔望山摩崖造像群，應是東漢時東海廟中的一處祭祀畫像，摩崖前的平地即漢代祭壇所在:351-352。